# 187 Carinae
187 Carinae (q Carinae) é uma estrela na direção da Carina. Possui uma ascensão reta de 10h 17m 05.01s e uma declinação de −61° 19′ 56.4″. Sua magnitude aparente é igual a 3.39. Considerando sua distância de 736 anos-luz em relação à Terra, sua magnitude absoluta é igual a −3.38. Pertence à classe espectral K3II. É uma estrela variável irregular.